# Invasões espartanas da Ática durante a guerra arquidâmica
Os reis espartanos, na sua política de tentar diminuir o crescente poder do império ateniense, cimentado e afiançado pela Liga de Delos, periodicamente levaram a cabo uma série de invasões do território da Ática, principalmente, durante a guerra arquidâmica (431 a.C.-421 a.C.).
Estas invasões anuais, reuniam dois terços dos estados membros ou aliados da Liga do Peloponeso, presidida por Esparta. Estavam longe de serem eficazes e de minar o moral ateniense, por vários motivos:
- Seus efeitos sobre a economia ateniense foram limitados:

1. Em primeiro lugar devido ao seu carácter descontinuo. Houve invasões em 431 a.C., 430 a.C., 428 a.C. e 427 a.C., mas em 429 a.C. não ocorreu devido à epidemia que havia brotado em Atenas, em 426 a.C. devido a vários terremotos interpretados como um mau presságio, em 425 a.C. durou somente quinze dias devido ao facto de a captura de Pilos provocou o imediato regresso do exército peloponésico e desde essa data a ameaça de morte que pendia sobre os lacedemónios capturados na ilha de Esfacteria suspendeu definitivamente as invasões.
2. Em segundo lugar, os peloponésios não permaneciam o tempo suficiente na Ática para causar danos irreparáveis, porque se achavam condicionados pelas provisões que levavam consigo ou pelas que encontravam na Ática (o máximo tempo que durou uma destas invasões foi a de 430 a.C.
3. A destruição não alcançou por igual todas as zonas da Ática, pois por exemplo, não chegaram a lugares montanhosos e de difícil acesso, nem afectaram todos os cultivos.[1]
4. De mencionar que os atenienses utilizaram a cavalaria (hippeía) e fortificações (phroúria) para controlar o inimigo durante a sua acção devastadora.
5. O facto de que Atenas poderia resistir quase indefinidamente pelo domínio da rota do Mar Negro, de onde provinha a maior parte dos cereais importados pela cidade.